# Prirodni proizvod
Prirodni proizvod je hemijsko jedinjenje ili supstanca koju je proizveo živi organizam, i koja se stoga javlja u prirodi. U najširem smislu, prirodni proizvodi obuhvataju bilo koju supstancu koju su proizvela živa bića. Prirodni proizvodi isto tako mogu da budu pripremljeni putem hemijske sinteze (bilo semisinteze ili totalne sinteze) i igrali su centralnu ulogu u razvoju polja organske hemije purem pružanja izazovnih sintetičkih meta. Termin prirodni proizvod se isto tako koristi u komercijalnim primenama za kozmetičke proizvode, dijetarne suplemente, i hranu proizvedenu iz prirodnih izvora bez dodatka veštačkih ingredijenata.
U polju organske hemije, definicija prirodnih proizvoda je obično ograničena na prečišćena organska jedinjenja izolovana iz prirodnih izvora koja su formirana putem primarnog ili sekundarnog metabolizma. U polju medicinske hemije, definicija je obično dodatno ograničena na sekundarne metabolite. Sekundarni metaboliti nisu esencijalni za opstanak, ali uprkos toga pružaju organizmima koji iz proizvode evolucionu prednost. Mnogi sekundarni metaboliti su citotoksični i bili su izabrani i optimizovani tokom evolucije za upotrebu kao agensi „hemijskog ratovanja” protiv plena, predatora, i konkurnetskih organizama.
Prirodni proizvodi su ponekad terapeutski korisni kao tradicionalni lekovi za treatman bolesti. Poznavanje tih materijala ponekad omogućava izvođenje aktivnih komponenti kao vodećih jedinjenja u procesu otkrivanja lekova. Mada su prirodni proizvodi inspirisali brojne lekove koje je američka FDA odobrila, razvoj lekova polazeći od prirodnih izvora ima sve manji udeo u današnjoj farmaceutskoj industriji, delom zbog nepouzdanog pristupa i snabdevanja, pitanja intelektualne svojine, sezonske i lokacijske varijabilnosti kompozicije, i nestajanja izvora usled povećanog stepena izumiranja.

## Klase
Najšira definicija prirodnih proizvoda je da su oni sve što su prozvela živa bića, i time su obuhvaćeni biotički materijali (npr. drvo, svila), bio-bazirani materijali (npr. bioplastike, kukuruzni skrob), telesne tečnosti (npr. mleko, biljni ekstrakti), i drugi prirodni materijali (npr. soli, ugalj). Ograničenija definicija prirodnog proizvoda je organsko jedinjenje koje je sintetisao živi organizam.
Prirodni proizvodi se mogu klasifikovati prema njihovoj biološkoj funkciji, biosintetičkom putu, ili izvoru.

## Literatura
- Bhat SV, Nagasampagi BA, Sivakumar M (2005). Chemistry of Natural Products (2 изд.). Berlin: Springer. ISBN 3-540-40669-7.
- Hanson JR (2003). Natural Products: The Secondary Metabolites. Royal Society of Chemistry. ISBN 0-85404-490-6.
- Kaufman PB (1999). Natural Products from Plants. CRC Press. ISBN 0-8493-3134-X.
- Liang XT, Fang WS, ур. (2006). Medicinal Chemistry of Bioactive Natural Products. Wiley-Interscience. ISBN 0-471-73933-2.

## Spoljašnje veze
- Reusch W (2010). „Natural Products page”. Virtual Textbook of Organic Chemistry. Ann Arbor, Mich.: Michigan State University, Department of Chemistry. Архивирано из оригинала 3. 2. 2007. г. Приступљено 2. 5. 2018.
- „NAPROC-13 Base de datos de Carbono 13 de Productos Naturales y Relacionados (Carbon-13 Database of Natural Products and Related Substances)”. Spanish language tools to facilitate structural identification of natural products.
- Porter, Noah, ур. (1913). „Natural product”. Webster's Dictionary. Springfield, Massachusetts: C. & G. Merriam Co.